# Regne (entitat política)
Un regne o reialme és una mena d'entitat política la qual està regida per un rei o bé el règim polític de la qual és la monarquia, però que no necessàriament s'identifica amb un Estat. En realitat, l'ús dels dos termes en la història de les doctrines polítiques és molt ambigu, i conflueix amb d'altres com «nació» o «república».